# Аксіосфера
Аксіосфéра — духовне утворення, яке включає ціннісні орієнтації, що забезпечують самозбереження людини в просторі і в часі.
Моделювання такої системи — діагностичний і прогностичний процес у визначенні актуального стану і найближчих перспектив розвитку системи освіти та майбутнього України в цілому. Оскільки ціннісні орієнтації опосередковують ставлення людини до світу і самого себе, важливо розвивати ті, що мають духовне наповнення і цілеспрямовано впливають на розвиток самобутності, внутрішньої глибини особистості і спільноти, багатогранності проявів у сфері освітньої системи.